# 拉馬爾·史密斯
拉馬爾·S·史密斯（Lamar S. Smith；1947年11月19日—）是美國的一位政治人物。自1987年開始，他是德克薩斯州第21選舉區選出的美國眾議院議員。他的黨籍是共和黨。史密斯也是一位科學家，他是美國眾議院科學委員會的主席。